# Ferro

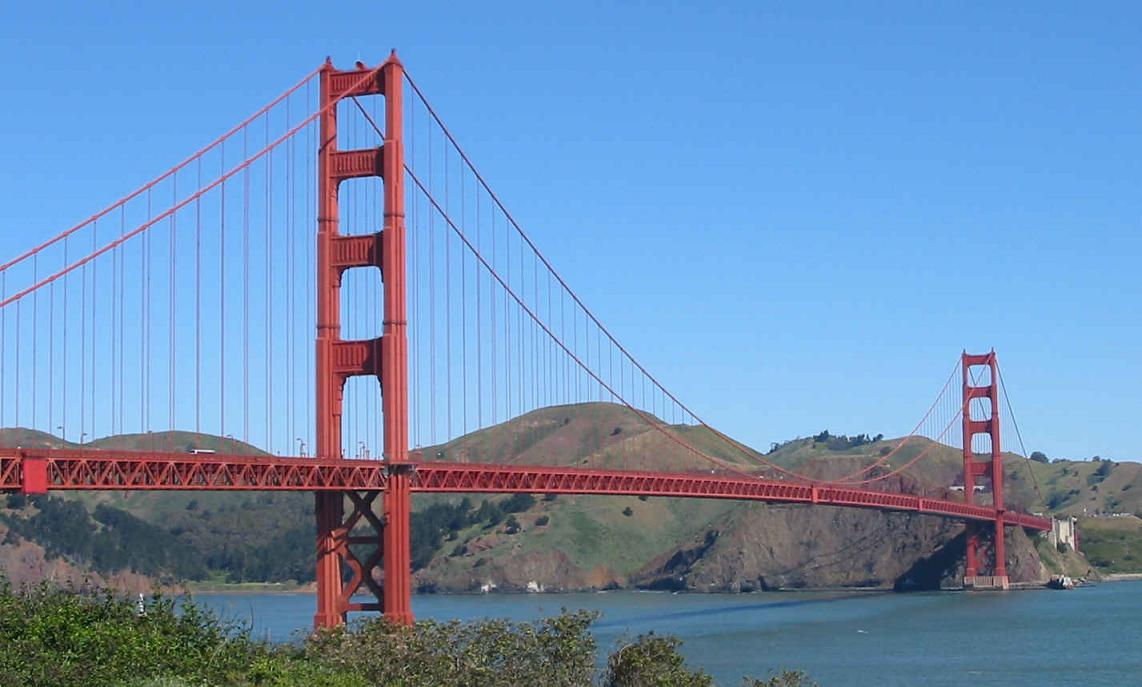
Ponte pênsil de aço (Golden Gate, São Francisco, EUA)

O ferro (do latim ferrum) é um elemento químico, símbolo Fe, de número atômico 26 (26 prótons e 26 elétrons) e massa atômica 56 u. À temperatura ambiente, o ferro encontra-se no estado sólido. É extraído da natureza sob a forma de minério de ferro que, depois de passado para o estágio de ferro-gusa, através de processos de transformação, é usado na forma de lingotes. Controlando-se o teor de carbono, dá-se origem a vários tipos de aço.
Este metal de transição é encontrado no grupo 8 (anteriormente denominado como VIIIB) da Classificação Periódica dos Elementos. É o quarto elemento mais abundante da crosta terrestre (aproximadamente 5%) e, entre os metais, somente o alumínio é mais abundante.
É um dos elementos mais abundantes do universo; o núcleo da Terra é formado principalmente por ferro e níquel (NiFe). Este ferro está em uma temperatura muito acima da temperatura de Curie do ferro, dessa forma, o núcleo da Terra não é ferromagnético.
O ferro tem sido historicamente importante, e um período da história recebeu o nome de Idade do Ferro. O ferro, atualmente, é utilizado extensivamente para a produção de aço, liga metálica para a produção de ferramentas, máquinas, veículos de transporte (automóveis, navios, etc), como elemento estrutural de pontes, edifícios e uma infinidade de outras aplicações.

## Características
É um metal maleável, tenaz, de coloração cinza prateado, apresentando propriedades magnéticas; é ferromagnético a temperatura ambiente, assim como o níquel e o cobalto.
É encontrado na natureza fazendo parte da composição de diversos minerais, entre eles muitos óxidos, como o FeO (óxido de ferro II, ou óxido ferroso) ou como Fe2O3 (óxido de ferro III, ou óxido férrico). Os números que acompanham o íon ferro dizem respeito aos estados de oxidação apresentados pelo ferro, que são +2 e +3, e ele é raramente encontrado livre. Para obter-se ferro no estado elementar, os óxidos são reduzidos com carbono e imediatamente submetidos a um processo de refinação para retirar as impurezas presentes.
É o elemento mais pesado que se produz exotermicamente por fusão nuclear, e o mais leve produzido por fissão, devido ao fato de seu núcleo ter a mais alta energia de ligação por núcleon, que é a energia necessária para separar do núcleo um nêutron ou um próton. Portanto, o núcleo mais estável é o do ferro-56.
Apresenta diferentes formas estruturais dependendo da temperatura:
- Ferro α: é o que se encontra na temperatura ambiente, até os 788 °C. O sistema cristalino é uma rede cúbica centrada no corpo e é ferromagnético.
- Ferro β: 788 - 910 °C: tem o mesmo sistema cristalino que o α, porém a temperatura de Curie é de 770 °C, e passa a ser paramagnético.
- Ferro γ: 910 - 1 400 °C: apresenta uma rede cúbica centrada nas faces.
- Ferro δ: 1 400 - 1 539 °C: apresenta uma rede cúbica centrada no corpo.

A distribuição eletrônica do ferro é 1S² 2S² 2P⁶ 3S² 3P⁶ 4S² 3d⁶. Sua camada de valência (última camada) é 3d⁶.

## Tipos de ferro
O ferro disponível nos alimentos pode ser de dois tipos:
1. Ferro heme: forma orgânica, presente na hemoglobina dos eritrócitos do sangue e é encontrado principalmente nos alimentos de origem animal (ex.: fígado e língua de boi, fígado e coração de galinha, peixes e frutos do mar);
2. Ferro não heme: forma inorgânica, não faz parte do complexo heme da hemoglobina e está presente principalmente nos alimentos de origem vegetal (ervilha seca, açaí, feijão, lentilha, nozes e outras oleaginosas, açúcar mascavo, chocolate, etc.), mas pode ser encontrado nos ovos e em pequenas quantidades também nas carnes, peixes e aves.

## Aplicações
O ferro é o metal mais usado, com 95% em peso da produção mundial de metal. É indispensável devido ao seu baixo preço e dureza, especialmente empregado em automóveis, barcos e componentes estruturais de edifícios.
O aço é a liga metálica de ferro mais conhecida, sendo este o seu uso mais frequente. Os aços são ligas metálicas de ferro com outros elementos, tanto metálicos quanto não metálicos, que conferem propriedades distintas ao material. É considerada aço uma liga metálica de ferro que contém menos de 2% de carbono; se a percentagem é maior recebe a denominação de ferro fundido.
As ligas férreas apresentam uma grande variedade de propriedades mecânicas dependendo da sua composição e do tratamento aplicado.
- Os aços são ligas metálicas de ferro com concentrações máximas de 2% em peso de carbono, aproximadamente. O carbono é o elemento de ligação principal, porém os aços contêm outros elementos. Dependendo do seu conteúdo em carbono são classificados em:
  - Aços baixos em carbono. Contêm menos de 0,25% de carbono em peso. Não são tão duros nem tratáveis termicamente, porém dúcteis. São utilizados em veículos, tubulações, elementos estruturais e outros. Também existem os aços de alta resistência com baixa liga de carbono, que, entretanto, contêm outros elementos fazendo parte da composição, até uns 10% em peso; apresentam maior resistência mecânica e podem ser trabalhados facilmente;
  - Aços médios em carbono. Entre 0,25% e 0,6% de carbono em peso. Para melhorar suas propriedades são tratados termicamente. São mais resistentes que os aços baixos em carbono, porém menos dúcteis, sendo empregados em peças de engenharia que requerem uma alta resistência mecânica e ao desgaste;
  - Aços altos em carbono. Entre 0,60% e 1,4% de carbono em peso. São os mais resistentes, entretanto, os menos dúcteis. Adicionam-se outros elementos para que formem carbetos, por exemplo o carbeto de tungstênio (WC), quando é adicionado à liga o tungstênio. Estes carbetos são mais duros, formando aços utilizados principalmente para a fabricação de ferramentas.

- Um dos inconvenientes do ferro é que se oxida com facilidade. Existe uma série de aços aos quais se adicionam outros elementos ligantes, principalmente o crômio, para que se tornem mais resistentes à corrosão. São os chamados aços inoxidáveis;
- Quando o conteúdo de carbono da liga é superior a 2,1% em peso, a liga metálica é denominada ferro fundido. Estas ligas apresentam, em geral, entre 3% e 4,5% de carbono em peso. Existem diversos tipos de ferros fundidos: cinzento, esferoidal, branco e maleável. Dependendo do tipo apresenta aplicações diferentes: em motores, válvulas, engrenagens e outras.
- Por outro lado, os óxidos de ferro apresentam variadas aplicações: em pinturas, obtenção de ferro e outras. A magnetita (Fe3O4) e o óxido de ferro III (Fe2O3) têm aplicações magnéticas.

## História

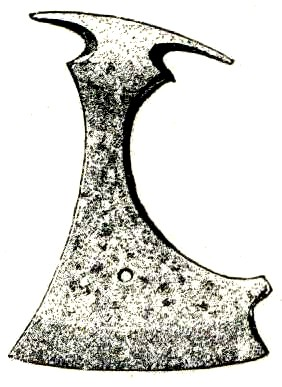
Peça de ferro da Idade do Ferro

Existem evidências de que o ferro era conhecido antes de 5000 a.C. Os mais antigos objetos feitos de ferro usado pela humanidade são alguns enfeites de siderito, feitos no Egito em aproximadamente 4000 a.C. A invenção da fundição por volta de 3000 a.C. levou ao início da Era do Ferro por volta de 1200 a.C. e ao uso proeminente de ferro para ferramentas e armas.
Cada vez mais objetos de ferro, datados entre o segundo e terceiro milênio antes de Cristo, foram encontrados (estes se distinguem do ferro proveniente dos meteoritos pela ausência de níquel) na Mesopotâmia, Anatólia e Egito. Entretanto, seu uso provável destinou-se a fins cerimoniais, por ter sido um metal muito caro, mais do que o ouro na época. Algumas fontes sugerem que talvez o ferro fosse obtido como subproduto da obtenção do cobre.
Entre 1600 e 1200 a.C., observou-se um aumento de seu uso no Oriente Médio, porém não como substituto ao bronze.
Entre os séculos XII e X antes de Cristo, ocorreu uma rápida transição no Oriente Médio na substituição das armas de bronze pelas de ferro. Esta rápida transição talvez tenha ocorrido devido a uma escassez de estanho e a uma melhoria na tecnologia para trabalhar com o ferro.
Este período, que ocorreu em diferentes ocasiões segundo o lugar, denominou-se Idade do Ferro, substituindo a Idade do Bronze. Na Grécia iniciou-se por volta do ano 1000 a.C., e não chegou à Europa ocidental antes do século VII a.C..
A substituição do bronze pelo ferro foi paulatina, pois era difícil produzir peças de ferro: localizar o mineral, extraí-lo, proceder a sua fundição a temperaturas altas e depois forjá-lo.
Na Europa central, surgiu no século IX a.C. a "cultura de Hallstatt" substituindo a "cultura dos campos de urnas", que se denominou "Primeira Idade do Ferro", pois coincide com a introdução do uso deste metal. Aproximando-se do ano 450 a.C., ocorreu o desenvolvimento da "cultura da Tène", também denominada "Segunda Idade do Ferro". O ferro era usado em ferramentas, armas e joias, embora se continuem encontrando objetos de bronze.
Junto com esta transição de bronze ao ferro descobriu-se o processo de "carburação", que consiste em adicionar carbono ao ferro. O ferro era obtido misturado com a escória contendo carbono ou carbetos, e era forjado retirando-se a escória e oxidando o carbono, criando-se assim o produto já com uma forma. Este ferro continha uma quantidade de carbono muito baixa, não sendo possível endurecê-lo com facilidade ao esfriá-lo em água. Observou-se que se podia obter um produto muito mais resistente aquecendo a peça de ferro forjado num leito de carvão vegetal, para então submergi-lo na água ou óleo. O produto resultante, apresentando uma camada superficial de aço, era menos duro e mais frágil que o bronze.
Na China, o primeiro ferro utilizado também era proveniente dos meteoritos. Foram encontrados objetos de ferro forjado no noroeste, perto de Xinjiang, do século VIII a.C.. O procedimento utilizado não era o mesmo que o usado no Oriente Médio e na Europa.
Nos últimos anos da Dinastia Zhou (550 a.C.), na China, se conseguiu obter um produto resultante da fusão do ferro (ferro fundido). O mineral encontrado ali apresentava um alto conteúdo de fósforo, com o qual era fundido em temperaturas menores que as aplicadas na Europa e outros lugares. Todavia, durante muito tempo, até a Dinastia Qing (aos 221 a.C.), o processo teve uma grande repercussão.
O ferro fundido levou mais tempo para ser obtido na Europa, pois não se conseguia a temperatura necessária. Algumas das primeiras amostras foram encontradas na Suécia, em Lapphyttan e Vinarhyttan, de 1150 a 1350 d.C.
Na Idade Média, e até finais do século XIX, muitos países europeus empregavam como método siderúrgico a "farga catalana". Obtinha-se ferro e aço de baixo carbono empregando-se carvão vegetal e o minério de ferro. Este sistema já estava implantado no século XV, conseguindo-se obter temperaturas de até 1200 °C. Este procedimento foi substituído pelo emprego de altos-fornos.
No princípio se usava carvão vegetal para a obtenção de ferro, como fonte de calor e como agente redutor. No século XVIII, na Inglaterra, o carvão vegetal começou a escassear e tornar-se caro, iniciando-se a utilização do coque, um combustível fóssil, como alternativa. Foi utilizado pela primeira vez por Abraham Darby, no início do século XVIII, construindo em Coalbrookdale um "alto-forno". Mesmo assim, o coque só foi empregado como fonte de energia na Revolução industrial. Neste período a procura foi se tornando cada vez maior devido a sua utilização, como por exemplo, em estradas de ferro.
O alto-forno foi evoluindo ao longo dos anos. Henry Cort, em 1784, aplicou novas técnicas que melhoraram a produção.
Em finais do século XVIII e início do século XIX começou-se a empregar amplamente o ferro como elemento estrutural em pontes, edifícios e outros. Entre 1776 e 1779 se construiu a primeira ponte de ferro fundido por John Wilkinson e Abraham Darby. Na Inglaterra foi empregado pela primeira vez o ferro na construção de edifícios por Mathew Boulton e James Watt, no princípio do século XIX. Também são conhecidas outras obras deste século, como por exemplo, o "Palácio de Cristal" construído para a Exposição Universal de 1851 em Londres, do arquiteto Joseph Paxton, que tem uma armação de ferro, ou a Torre Eiffel, em Paris, construída em 1889 para a Exposição Universal, onde foram utilizadas milhares de toneladas de ferro.

## Abundância e obtenção
É o metal de transição mais abundante da crosta terrestre, e quarto de todos os elementos. Também é abundante no universo, tendo-se encontrado meteoritos que contêm este elemento. O ferro é encontrado em numerosos minerais, destacando-se:
A hematita (Fe2O3), a magnetita (Fe3O4), a limonita [FeO(OH)], a siderita (FeCO3), a pirita (FeS2) e a ilmenita (FeTiO3).
Pode-se obter o ferro a partir de óxidos com maior ou menor teor de impurezas. Muitos dos minerais de ferro são óxidos.
A redução dos óxidos para a obtenção do ferro é efetuada em um forno denominado alto-forno ou forno alto. Nele são adicionados os minerais de ferro, em presença de coque e carbonato de cálcio, CaCO3, que atua como escorificante.
No processo de obtenção, geralmente é usada a hematita, que apresenta ponto de fusão de 1560 °C. Para que essa temperatura seja diminuída, é adicionado o carbonato de cálcio (CaCO3). Além de promover a redução do ponto de fusão da hematita, ele atua reagindo com impurezas presentes, como o dióxido de silício (SiO2), formando o metassilicato de cálcio (CaSiO3), conhecido como escória. O coque (carbono amorfo, com mais de 90% de pureza) é usado para promover a redução da hematita, transformando o Fe3+ em Fe(s). Inicialmente, o coque, em presença de excesso de O2 fornecido pelo ar, reage produzindo CO2. O dióxido de carbono assim produzido, e também o proveniente do carbonato de cálcio, reagem com o coque que é constantemente adicionado ao alto-forno, produzindo CO. Este, por fim, será o responsável por reagir com o Fe2O3, produzindo Fe(s) e CO2
O processo de oxidação do coque com oxigênio libera energia. Na parte inferior do alto-forno a temperatura pode alcançar 1 900 °C.
- Redução dos minerais que são óxidos:

Inicialmente, os óxidos de ferro são reduzidos na parte superior do alto-forno, parcial ou totalmente, com o monóxido de carbono, já produzindo ferro metálico. Exemplo: redução da magnetita:
Fe3O4 + CO → 3 FeO + CO2
FeO + CO → Fe + CO2
Posteriormente, na parte inferior do alto-forno, onde a temperatura é mais elevada, ocorre a maior parte da redução dos óxidos com o coque (carbono):
Fe3O4 + C → 3 FeO + CO
O carbonato de cálcio se decompõe:
CaCO3 → CaO + CO2
e o dióxido de carbono é reduzido com o coque a monóxido de carbono, como visto acima.
Na parte mais inferior do alto-forno ocorre a carburação:
3 Fe + 2 CO → Fe3C + CO2
- Processos de enriquecimento:

Finalmente ocorre a combustão e a dessulfuração (eliminação do enxofre) devido à injeção de ar no alto-forno, e por último são separadas as frações: a escória e o ferro fundido, que é a matéria-prima empregada na indústria do aço.
O ferro obtido pode conter muitas impurezas não desejáveis, sendo necessário submetê-lo a um processo de refinação que pode ser realizado em fornos chamados convertedores.
Em 2004, os cinco países maiores produtores de ferro eram a China, o Brasil, a Austrália, a África do Sul e a Rússia, com 74% da produção mundial.

## Compostos

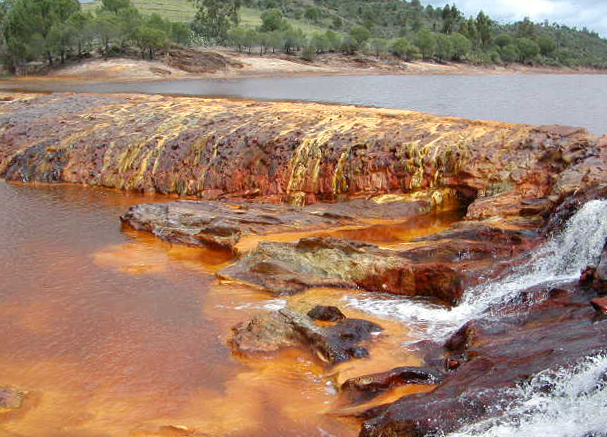
Água com compostos de ferro

- Os estados de oxidação mais comuns são +2 e +3. Os óxidos de ferro mais conhecidos são o óxido de ferro (II) (FeO), o óxido de ferro (III) (Fe2O3) e o óxido misto (Fe3O4). Forma numerosos sais e complexos com estes mesmos estados de oxidação. O hexacianoferrato II de ferro III, usado em pinturas, é conhecido como azul da Prússia ou azul de Turnbull.
- São conhecidos compostos de ferro com estados de oxidação +4, +5 e +6, porém são pouco comuns. No ferrato de potássio (K2FeO4), usado como oxidante, o ferro apresenta estado de oxidação +6. O estado de oxidação +4 é encontrado em poucos compostos e também em alguns processos enzimáticos.
- O Fe3C é conhecido como cementita e contém 6,67% em carbono. O ferro α é conhecido como ferrita e a mistura de ferrita e cementita é denominada perlita ou ledeburita, dependendo do teor de carbono. A austenita é o ferro γ.

## Isótopos
Artigo principal: Isótopos de ferro
O ferro tem quatro isótopos estáveis naturais: 54Fe, 56Fe, 57Fe e 58Fe. As proporções relativas destes isótopos na natureza são aproximadamente: 54Fe (5,8%), 56Fe (91,7%), 57Fe (2,2%) e 58Fe (0,3%).

## Papel biológico
O ferro é encontrado em praticamente todos os seres vivos e cumpre numerosas e variadas funções.
- Há diferentes proteínas que contêm o grupo hemo, que consiste na ligação da porfirina com um átomo de ferro. Alguns exemplos:
  - A hemoglobina e a mioglobina. A primeira transporta oxigênio, O2, e a segunda o armazena. A hemoglobina localiza-se dentro de células chamadas hemáceas ou glóbulos vermelhos, células essas constituintes do sangue; a cor do sangue é vermelha devido a este conter átomos de ferro;
  - Os citocromos reduzem o oxigênio em água. Os citocromos P450 catalisam a oxidação de compostos hidrofóbicos, como fármacos ou drogas, para que possam ser excretados, e participam na síntese de diversas moléculas;
  - As peroxidases e catalases catalisam a oxidação de peróxidos, H2O2, que são tóxicos.
- As proteínas de ferro/enxofre (Fe/S) participam em processos de transferência de elétrons.
- Também é possível encontrar proteínas onde os átomos de ferro se enlaçam entre si através de pontes de oxigênio. São denominadas proteínas Fe-O-Fe. Alguns exemplos:
  - As bactérias metanotróficas, que usam o metano, CH4, como fonte de energia e de carbono, usam proteínas deste tipo, chamadas monooxigenases, para catalisar a oxidação do metano;
  - A hemeritrina transporta oxigênio em alguns organismos marinhos;
  - Algumas ribonucleotídeo redutases contêm ferro. Catalisam a formação de desoxinucleotídeos.

Tanto o excesso como a deficiência de ferro podem causar problemas no organismo. O excesso de ferro é chamado de hemocromatose, enquanto a sua deficiência é conhecida como anemia. A palavra anemia, apesar de estar popularmente associada à carência de ferro no organismo, não é utilizada unicamente para ela. Para a carência de ferro no organismo, cabe o nome específico de anemia ferropriva. Nas transfusões de sangue são usados ligantes que formam com o ferro complexos de alta estabilidade, evitando que ocorra uma queda demasiada de ferro livre. Estes ligantes são conhecidos como sideróforos. Muitos organismos empregam estes sideróforos para captar o ferro de que necessitam. Também podem ser empregados como antibióticos, pois não permitem ferro livre disponível.
Sua carência nos humanos pode causar, além da anemia, anorexia, sensibilidade óssea e a clima frio, prisão de ventre, distúrbios digestivos, tontura, fadiga, problemas de crescimento, irritabilidade, inflamação da língua.
Seu excesso (em nível de nutriente) nos humanos pode causar: igualmente anorexia, tontura, fadiga e dores de cabeça.
O tanino presente no chá e café inibem, em 64 e 33% respectivamente, a absorção de ferro. O magnésio inibe a absorção de ferro quando a presença do primeiro é 300 vezes maior do que a do ferro, o zinco quando cinco vezes maior e o cálcio em quantidades superiores a 500 mg, embora a influência do cálcio ainda seja discutida.
A deficiência de vitamina A inibe a utilização do ferro.
Polifenóis se ligam ao ferro e impedem sua absorção.

### Aspectos nutricionais e metabólicos
O ferro é um dos elementos mais facilmente encontráveis na superfície da Terra, mas mesmo assim, sua deficiência é a causa mais comum de anemia, afetando cerca de 500 milhões de pessoas em todo mundo. Isso se deve à capacidade limitada do organismo na absorção de ferro e à frequência da perda de ferro por hemorragia do sistema digestório (úlcera, colite, diverticulite, câncer), menstruação abundante, verminose, múltiplas gestações, estirão de crescimento.

#### Absorção
A fonte alimentar do ferro pode ser encontrada em inúmeros alimentos: couve, algas marinhas, brócolis, flocos de aveia, canela moída, grãos integrais ou enriquecidos; nozes; castanhas; feijão vermelho; frutas secas, figo seco, tofu frito com azeite, entre muitos outros. O uso de panelas e recipientes de ferro também contribui para aumentar a ingestão de ferro.
A absorção do ferro, especialmente de origem animal, é aumentada com a ingestão conjunta de alimentos levemente ácidos (ou proteínas) e também por alimentos ricos em ácido ascórbico (vitamina C). Estudos indicam que a absorção de ferro aumenta de 3,7 para 10,4% quando se adiciona a ingestão de 40 a 50 mg de vitamina C, por mantê-lo solúvel. Alguns açúcares como a frutose também colaboram para a absorção de ferro.

#### Distribuição e transporte no organismo
O transporte e armazenamento do ferro é mediado por três proteínas - transferrina, receptor de transferrina e ferritina. A transferrina pode conter até dois átomos de ferro. Ela entrega o ferro aos tecidos que têm receptores de transferrina, especialmente eritoblastos na medula óssea, que incorporam o ferro na hemoglobina. A transferência então é reutilizada. No final da sobrevida, ou seja, 120 dias, os eritrócitos são destruídos nos macrófagos do sistema reticuloendotelial dentro do baço; o ferro é liberado da hemoglobina, entra no plasma e fornece a maioria do ferro da transferrina. Somente uma pequena porção do ferro da transferrina plasmática vem da dieta, absorvido no duodeno e no jejuno.
Algum ferro é armazenado nas células reticulares endoteliais, como a ferritina e hemossiderina, em quantidades muito variáveis, conforme a situação das reservas desse elemento no organismo. Em geral a ferritina é um complexo proteico hidrossolúvel de ferro com peso molecular 465 000, é formada de uma concha proteica externa, a apoferrina, que consiste em 22 subunidades, e de um núcleo de hidroxifosfato de ferro. Contém até 20% em peso de ferro e não é visível à microscopia óptica. Cada molécula de apoferrina pode ligar até 4 000 a 5 000 átomos de ferro. A hemossiderina é um complexo proteico insolúvel de ferro, de composição variável, contendo cerca de 37% em peso de ferro. É derivada da digestão lisossômica parcial de agregação de moléculas de ferritina e visível à microscopia óptica nos macrófagos e em outras células após coloração com Perls (azul da Prússia). O ferro na ferritina e na hemossiderina estão na forma férrica [Fe(III)]. Uma enzima que contém cobre, a ceruloplasmina, catalisa a oxidação do ferro para a forma férrica para a ligação na transferrina plasmática.
O ferro também está presente nos músculos, como na mioglobina, e na maioria das células do organismo em enzimas que contêm ferro, como, p. ex., citocromos, desidrogenase succínica, catalase, etc. O ferro tissular tem menos probabilidade de ser depletado que a hemossiderina, a ferritina e a hemoglobina em estado de deficiência de ferro, mas pode ocorrer alguma redução no conteúdo de enzimas contendo heme.
Os níveis de ferritina e os de receptor de transferrina (TfR) correlacionam-se com as reservas de ferro, de modo que a sobrecarga de ferro causa aumento na ferritina tissular e queda no TfR, enquanto na deficiência de ferro a ferritina é baixa, e o TfR, alto. Essa relação surge por intermédio da ligação de uma resposta ao ferro (IREs) na ferritina e nas moléculas de mRNA de TfR. A deficiência de ferro aumenta a capacidade de a IRP ligar-se aos IRES, enquanto a sobrecarga diminui a ligação. O sítio de ligação de IRP em IREs, a montante (5') ou jusante (3') do gene codificador determina aumento ou diminuição da mRNA e, portanto, de proteína.

#### Necessidades
A quantidade diária de ferro necessária para compensar tanto perdas do organismo como o crescimento varia com a idade e o sexo; é maior na gravidez, na adolescência e nas mulheres que menstruam. Esses grupos, portanto, são particularmente suscetíveis a desenvolver deficiências de ferro quando há perda adicional ou diminuição prolongada da ingestão.

### Deficiência

#### Características clínicas
Quando há deficiência de ferro os depósitos reticuloendoteliais (hemossiderina e ferritina) são totalmente depletados antes que ocorra anemia. À medida que a doença evolui, o paciente pode ter sinais e sintomas gerais de anemia como cansaço fácil, fraqueza, irritabilidade, indisposição, sonolência, cefaleia, dor nas pernas e apresentar glossite indolor, estomatite angular, unhas friáveis ou em colher (coiloníquia), cabelos finos, secos e quebradiços, pele seca, esclerótica azulada, mucosas descoradas, disfagia como resultado de membranas faríngeas (Síndrome de Paterson-Kelly ou Plummer-Vinson) e perversão do apetite. A causa das alterações epiteliais não é clara, mas pode ser relacionada à diminuição de ferro nas enzimas que o contêm. Em crianças, a deficiência de ferro é sobremaneira significativa porque causa irritabilidade, má função cognitiva e diminuição no desenvolvimento psicomotor.

#### Causa de deficiência
Perda crônica de sangue, especialmente uterina e no trato gastrointestinal, é a causa dominante nos adultos. Na infância as causas mais comuns são: nascimento prematuro, gemelaridade, anemia materna durante a gravidez, perda de sangue durante o parto pelo cordão umbilical, pouco aleitamento materno, tomar leite ou derivado durante ou logo após refeições.

#### Tratamento
Sempre que possível, tratar a causa. Além disso, deve-se administrar ferro via oral, intramuscular ou endovenosa para corrigir a anemia e repor os depósitos. A via oral pode causar cólica, náusea, constipação ou diarreia ou escurecimento dos dentes, mas isso é reversível após a suspensão do medicamento. A via intramuscular deve ser aplicada profundamente e é muito dolorosa. A via endovenosa deve ser feita diluindo a ampola em soro fisiológico e aplicada em no mínimo 30 minutos.

## Precauções
O ferro em excesso é tóxico. O ferro reage com peróxido produzindo radicais livres. A reação mais importante é:
Fe2+ + H2O2 → Fe3+ + OH- + OH·
Porém esta mesma reação pode ter aplicação científica e industrial, na chamada Reação de Fenton.
Quando o ferro se encontra nos níveis normais, os mecanismos antioxidantes do organismo podem controlar este processo.
A dose letal de ferro em crianças de 2 anos é de 3 gramas. 1 grama pode provocar um envenenamento importante.
O envenenamento por ferro é denominado hemocromatose. O ferro em excesso se acumula no fígado, provocando danos neste órgão.